# Takab
Takab (perski: تكاب) – miasto w Iranie, w ostanie Azerbejdżan Zachodni. W 2006 roku miasto liczyło 43 702 mieszkańców w 10 078 rodzinach.